# Spondylurus monae
Spondylurus monae o eslizón de Mona es una especie de escincomorfos de la familia Scincidae.

## Distribución geográfica
Es endémica de la isla de la Mona (oeste de Puerto Rico).

## Estado de conservación
Se encuentra amenazada por la pérdida de su hábitat natural.